# Ceratophysella granulata
Ceratophysella granulata är en urinsektsart som beskrevs av Stach 1949. Ceratophysella granulata ingår i släktet Ceratophysella och familjen Hypogastruridae. Arten är reproducerande i Sverige. Inga underarter finns listade i Catalogue of Life.